# 이순희 (1908년)
이순희(1908년 11월 14일~1972년 1월 20일)은 대한민국의 정치인이다.
제4대 국회의원 선거에서 대구시 기 선거구에 출마해 43.82%의 득표율을 기록하면서 당선되었다. 하지만 이후 선거 무효 소송이 대법원에서 받아들여짐에 따라 1958년 9월 20일에 당선무효를 선고 받으면서 의원직을 상실했다.

## 역대 선거 결과
| 실시년도 | 선거   | 대수 | 직책     | 선거구         | 정당   | 득표수   | 득표율          | 순위 | 당락 | 비고 |
| -------- | ------ | ---- | -------- | -------------- | ------ | -------- | --------------- | ---- | ---- | ---- |
| 1958년   | 총선   | 4대  | 국회의원 | 경북 대구시 기 | 자유당 | 16,113표 | \| \| 43.82% \| | 1위  |      |      |
|          | 43.82% |      |          |                |        |          |                 |      |      |      |